# Philoscia formosa
Philoscia formosa är en kräftdjursart som beskrevs av Stanley B. Mulaik 1960. Philoscia formosa ingår i släktet Philoscia och familjen Philosciidae. Inga underarter finns listade i Catalogue of Life.